# カーター・キーブーム
カーター・アルスウィン・キーブーム（Carter Alswinn Kieboom, 1997年9月3日 - ）は、 アメリカ合衆国ジョージア州コブ郡マリエッタ出身のプロ野球選手（遊撃手）。右投右打。MLBのロサンゼルス・エンゼルス傘下所属。
6歳年上の兄に同じくプロ野球選手のスペンサー・キーブームがいる。

## 経歴

### ナショナルズ時代
2016年のMLBドラフト1巡目追補（全体28位）でワシントン・ナショナルズから指名され、プロ入り。なお、契約しない場合はクレムゾン大学へ進学の予定であった。契約後、傘下のルーキー級ガルフ・コーストリーグ・ナショナルズでプロデビュー。36試合に出場して打率.244、4本塁打、25打点、1盗塁を記録した。
2017年はルーキー級ガルフ・コーストリーグ・ナショナルズ、A-級オーバーン・ダブルデイズ、A級ヘイガーズタウン・サンズでプレーし、3球団合計で61試合に出場して打率.297、9本塁打、35打点、3盗塁を記録した。
2018年は開幕をA+級ポトマック・ナショナルズで迎え、カロライナリーグのオールスターに選出された。6月にはAA級ハリスバーグ・セネターズへ昇格した。7月にはオールスター・フューチャーズゲームのアメリカ合衆国選抜に選出された。
2019年はスプリングトレーニングに参加し、25試合で打率.279、3本塁打、OPS.911を記録したが、チーム事情によりAAA級フレズノ・グリズリーズで開幕を迎えた。AAA級フレズノでは18試合に出場して打率.379・3本塁打をマークした。正遊撃手のトレイ・ターナーが怪我で離脱したこともあり、4月26日にメジャー昇格を果たした。同日のサンディエゴ・パドレス戦でメジャーデビューすると、8回裏の第3打席に初ヒットにして初本塁打となるソロホームランを放った。しかしその後は結果を残せず、5月8日にマイナーに降格した。それでも2年連続でオールスター・フューチャーズゲームに出場した。メジャーでは、11試合出場で打率.128で本塁打2本だった。ナショナルズは2019年シーズンを93勝69敗で終え、ワイルドカードの座を獲得し、最終的にヒューストン・アストロズを破りワールドシリーズ優勝を成し遂げた。ポストシーズンロースターには入らなかったが、初のワールドチャンピオンを獲得した。
2019年シーズン終了後にベテラン三塁手のアンソニー・レンドンが移籍したため、2020年1月にナショナルズ監督のデーブ・マルティネスはキーブームがレンドンの代替のレギュラー三塁手になることを考えたため、遊撃手から三塁手にコンバートをすることを決めた。2020年は33試合出場で打率.202/出塁率.344/長打率.212で0本、9打点を記録したものの、左手首の挫傷でシーズンを早期に終了した。
2022年3月20日、右肘付近の屈筋群の緊張から回復するために4～6週間欠場することが発表され、60日間の負傷者リストに入り、5月20日トミー・ジョン手術を受けることを発表。2022年シーズンを欠場することが発表された。 
2023年は8月まで怪我とそのリハビリの影響でマイナーで過ごした。同月20日にメジャー昇格を果たして以降は、マイナーに降格することは無くチームに帯同し続けた。結局、この年は最終的に27試合の出場に留まったが、シーズン打率は前年と同じ.207で終えた一方で4本塁打、11打点とその他の成績は前年よりも悪化した。オフにはメキシコのウィンターリーグであるリーガ・メヒカーナ・デル・パシフィコ（LMP）に参加し、ナランヘーロス・デ・エルモシージョに所属した。
2024年はシーズンのほとんどをマイナーで過ごした挙げ句、9月にはマイナーの試合で故障した。その為、メジャーの試合には1試合も出場出来ずに終わる、という屈辱を味わった。オフの11月4日にFAとなった。

### エンゼルス傘下時代
2024年12月6日にロサンゼルス・エンゼルスとマイナー契約を結び、同日中にAAA級ソルトレイク・ビーズに配属された。併せて翌2025年のスプリングトレーニングに招待選手として参加することになった、と発表されている。

## プレースタイル
将来はメジャーでも中軸を打てるという評もある。一方、遊撃守備は敏捷さに欠け、二塁手への転向が濃厚と言われている。野球IQの高さも魅力である。

## 詳細情報

### 年度別打撃成績
| 年 度    | 球 団    | 試 合 | 打 席 | 打 数 | 得 点 | 安 打 | 二 塁 打 | 三 塁 打 | 本 塁 打 | 塁 打 | 打 点 | 盗 塁 | 盗 塁 死 | 犠 打 | 犠 飛 | 四 球 | 敬 遠 | 死 球 | 三 振 | 併 殺 打 | 打 率 | 出 塁 率 | 長 打 率 | O P S |
| -------- | -------- | ----- | ----- | ----- | ----- | ----- | -------- | -------- | -------- | ----- | ----- | ----- | -------- | ----- | ----- | ----- | ----- | ----- | ----- | -------- | ----- | -------- | -------- | ----- |
| 2019     | WSH      | 11    | 43    | 39    | 4     | 5     | 0        | 0        | 2        | 11    | 2     | 0     | 0        | 0     | 0     | 4     | 1     | 0     | 16    | 0        | .128  | .209     | .282     | .491  |
| 2020     | WSH      | 33    | 122   | 99    | 15    | 20    | 1        | 0        | 0        | 21    | 9     | 0     | 1        | 0     | 1     | 17    | 0     | 5     | 33    | 6        | .202  | .344     | .212     | .556  |
| 2021     | WSH      | 62    | 249   | 217   | 26    | 45    | 6        | 0        | 6        | 69    | 20    | 0     | 0        | 0     | 2     | 25    | 2     | 5     | 62    | 9        | .207  | .301     | .318     | .619  |
| 2023     | WSH      | 27    | 94    | 87    | 12    | 18    | 2        | 0        | 4        | 32    | 11    | 0     | 0        | 0     | 0     | 6     | 0     | 1     | 27    | 2        | .207  | .266     | .368     | .634  |
| MLB：4年 | MLB：4年 | 133   | 508   | 442   | 57    | 88    | 9        | 0        | 12       | 133   | 42    | 0     | 1        | 0     | 3     | 52    | 3     | 11    | 138   | 17       | .199  | .297     | .301     | .598  |

- 2024年度シーズン終了時

### 年度別守備成績
| 年 度 | 球 団 | 三塁（3B） | 三塁（3B） | 三塁（3B） | 三塁（3B） | 三塁（3B） | 三塁（3B） | 遊撃（SS） | 遊撃（SS） | 遊撃（SS） | 遊撃（SS） | 遊撃（SS） | 遊撃（SS） |
| 年 度 | 球 団 | 試 合      | 刺 殺      | 補 殺      | 失 策      | 併 殺      | 守 備 率   | 試 合      | 刺 殺      | 補 殺      | 失 策      | 併 殺      | 守 備 率   |
| ----- | ----- | ---------- | ---------- | ---------- | ---------- | ---------- | ---------- | ---------- | ---------- | ---------- | ---------- | ---------- | ---------- |
| 2019  | WSH   | -          | -          | -          | -          | -          | -          | 10         | 15         | 21         | 4          | 4          | .900       |
| 2020  | WSH   | 31         | 16         | 69         | 3          | 4          | .966       | -          | -          | -          | -          | -          | -          |
| 2021  | WSH   | 60         | 39         | 98         | 6          | 7          | .958       | -          | -          | -          | -          | -          | -          |
| 2023  | WSH   | 26         | 17         | 28         | 2          | 3          | .957       | -          | -          | -          | -          | -          | -          |
| MLB   | MLB   | 117        | 72         | 195        | 11         | 14         | .960       | 10         | 15         | 21         | 4          | 4          | .900       |

- 2024年度シーズン終了時

### 記録
MiLB
- オールスター・フューチャーズゲーム選出：1回（2018、2019年）

### 背番号
- 8（2019年 - 2021年、2023年）